# Rafał Szrajber

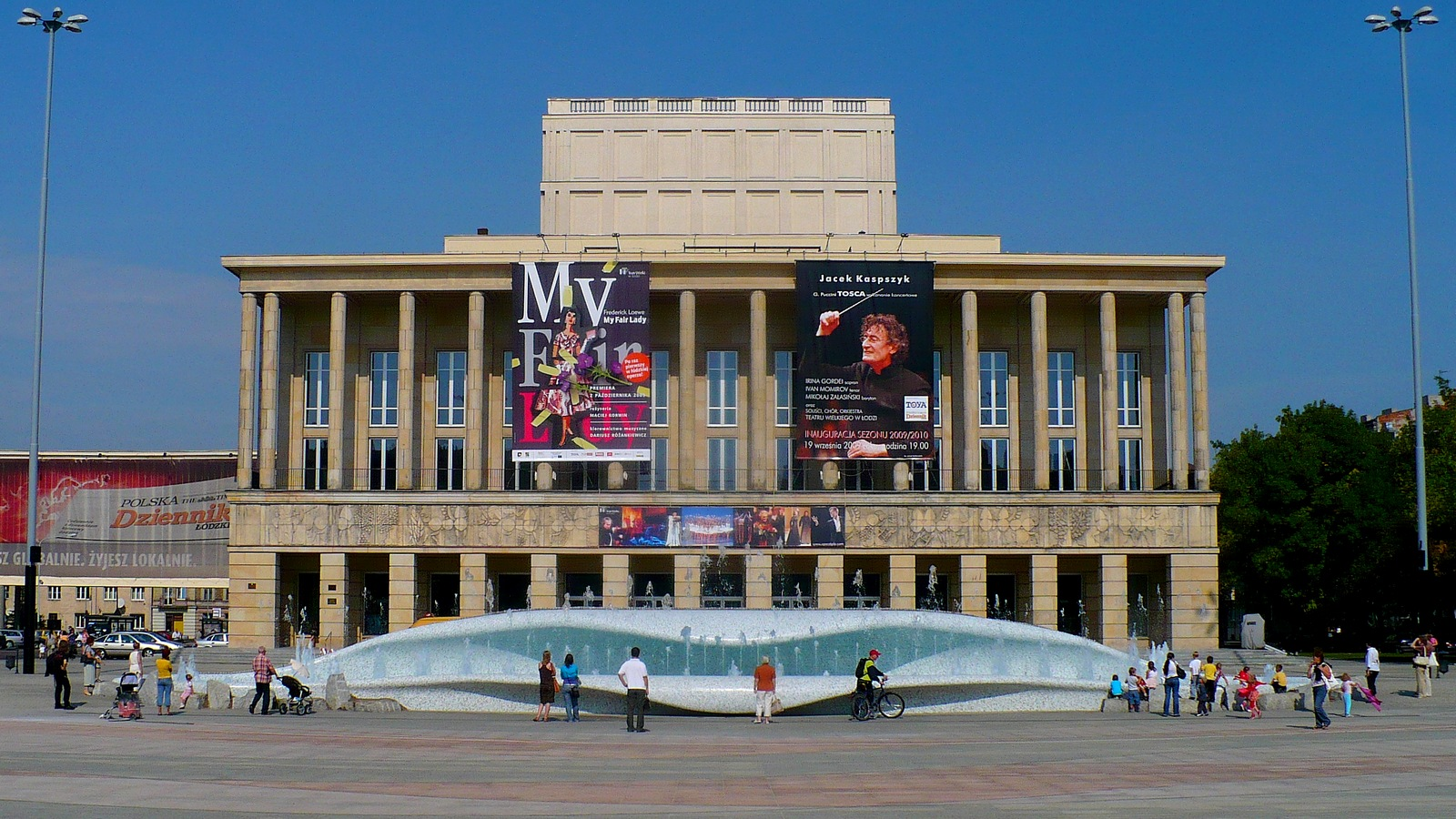
Fontanna przed Teatrem Wielkim opracowana na podstawie koncepcji Rafała Szrajbera przez konsorcjum firm zewnętrznych

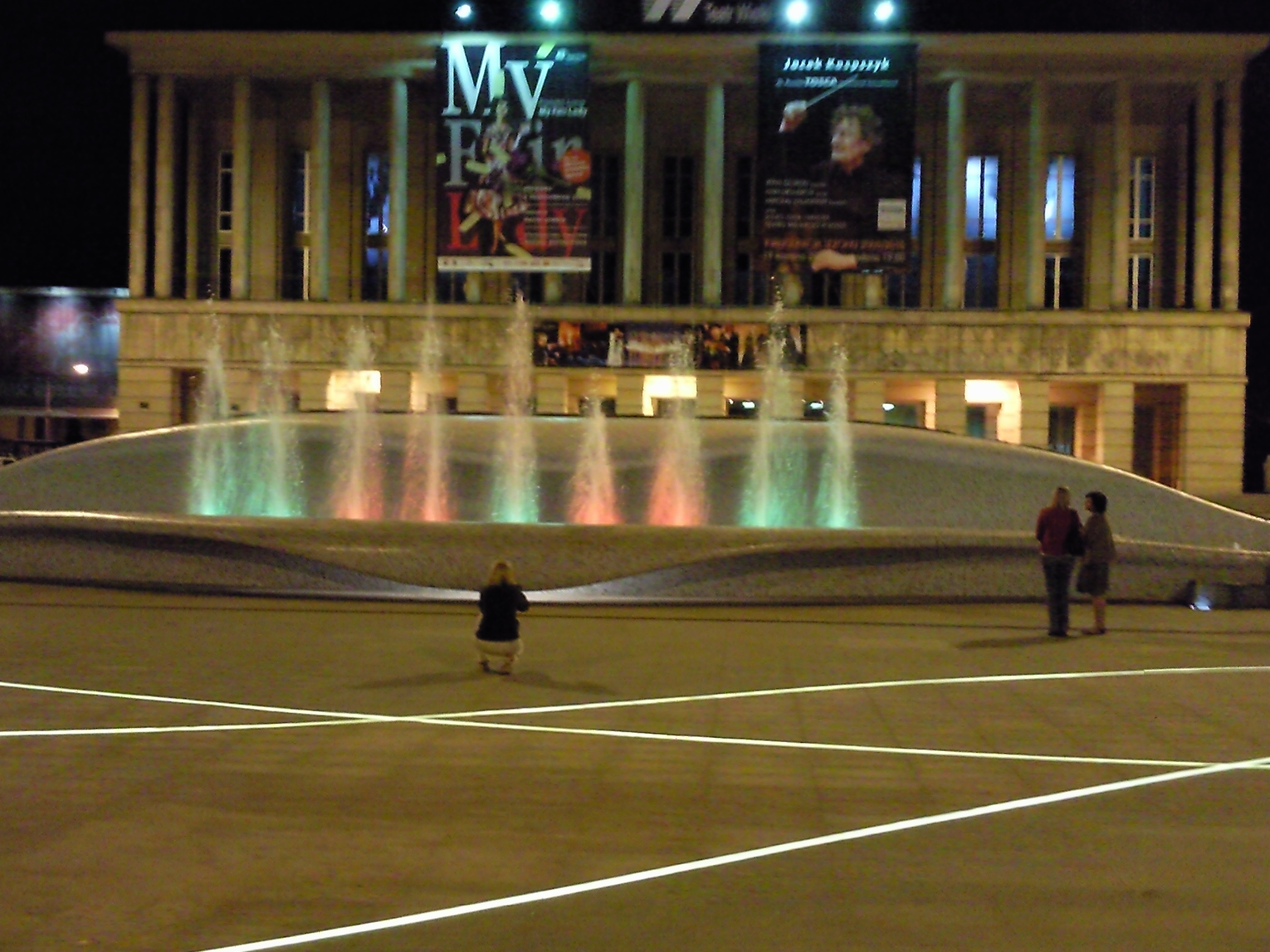
Fontanna przed Teatrem Wielkim w Łodzi (2009)

Rafał Szrajber (ur. w Łodzi) – polski urbanista i architekt, grafik i fotograf, nauczyciel akademicki.
Laureat Ogólnopolskiego Konkursu na projekt Fontanny przed Teatrem Wielkim w Łodzi. Współautor książki "Łódzkie synagogi Wirtualne dziedzictwo zaginionej dzielnicy". Jest wykładowcą Politechniki Łódzkiej oraz Wydziału Sztuk Projektowych; Instytutu  Architektury Wnętrz w Akademii Sztuk Pięknych w Łodzi. 24 kwietnia 2013 na podstawie rozprawy Wirtualna rekonstrukcja jako narzędzie w procesie przywracania utraconego dziedzictwa na przykładzie wybranych zabytków Łodzi i jej regionu otrzymał tytuł doktora nauk technicznych. Członek Łódzkiej Okręgowej Izby Architektów.